# Chiesa di San Bartolomeo (Como)
La chiesa di San Bartolomeo è un edificio di culto cattolico della città di Como.

## Storia
Il 14 ottobre 1163 un certo Giovanni Fica (o de'Ficani) donò alla Congregazione dei Crocigeri un appezzamento di terra, da destinare alla realizzazione di un ospitale e di una relativa chiesa. Sul terreno, situato nei pressi di uno dei ponti del Cosia, i frati Crocigeri costruirono così un complesso comprensivo della chiesa, di un monastero, e dell'ospedale di San Bartolomeo (con quest'ultimo che, nel 1481, divenne parte dell'ospedale Sant'Anna). 

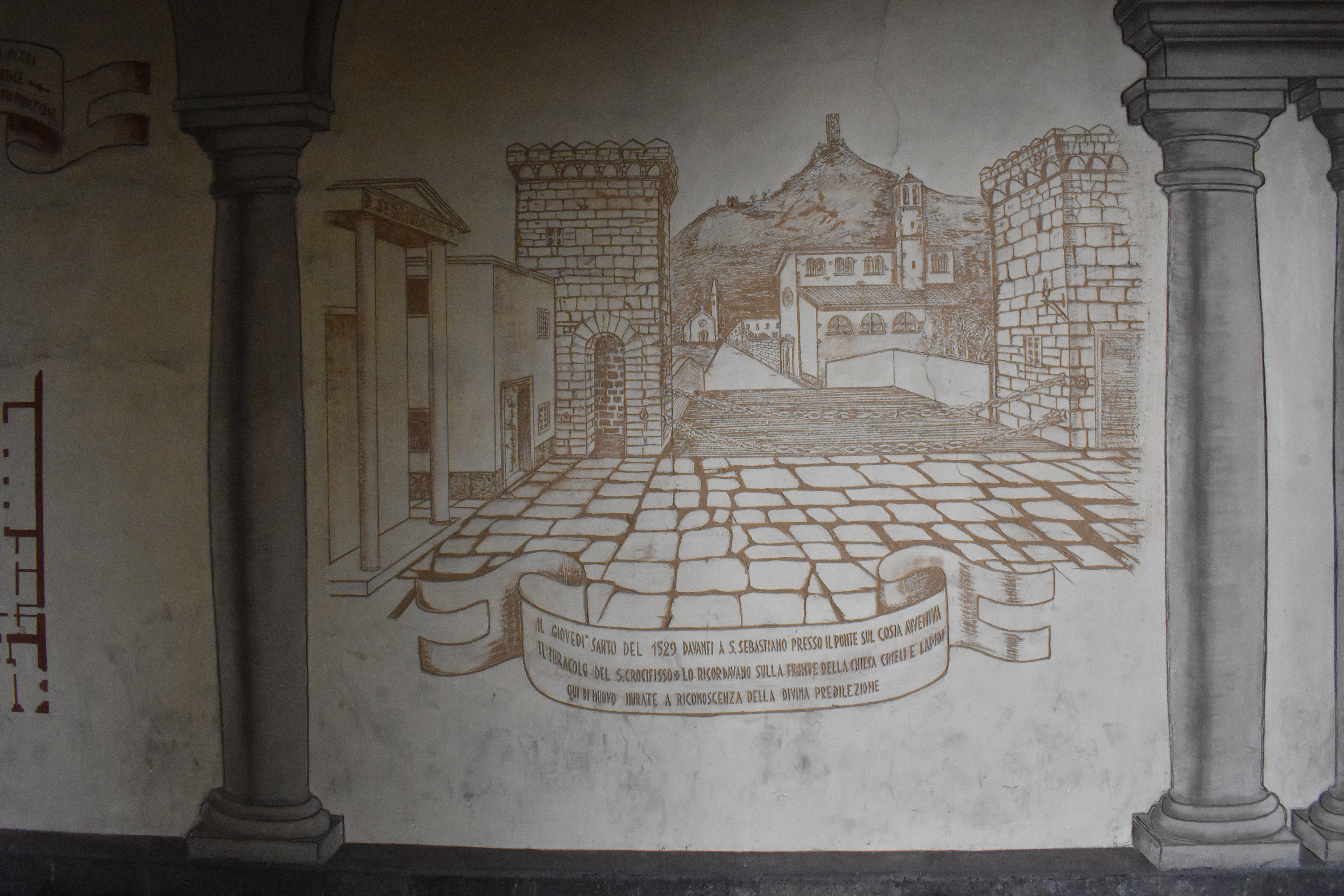
Dipinto commemorativo del presunto miracolo (parete esterna sul lato destro della chiesa)

Il ponte, corrispondente all'odierno tratto di via Milano nel quale si innestano i viali Roosvelt e Giulio Cesare, non è più visibile a causa dei lavori di copertura del Cosia occorsi nel 1937. Secondo la Chiesa cattolica, il 25 marzo 1529, il ponte di San Bartolomeo fu teatro di un evento ritenuto prodigioso, secondo cui un crocifisso portato in processione dai frati Celestini della Chiesa cittadina dell'Annunciata avrebbe spezzato alcune catene che sbarravano l'accesso al ponte e, di conseguenza, impedivano il prosieguo del corteo verso le chiese di Santa Chiara e di San Rocco. 
Il monastero di San Bartolomeo, soppresso nel 1653 con una bolla pontificia di Innocenzo X datata 15 ottobre 1652, divenne la canonica del parroco della vicina chiesa di San Sebastiano, edificio religioso del quale oggi restano solo alcuni resti ma che dal 1604 costituiva la parrocchiale di riferimento non solo per la chiesa di San Bartolomeo ma anche per tutti coloro che abitavano nella zona fuori da Porta Torre.

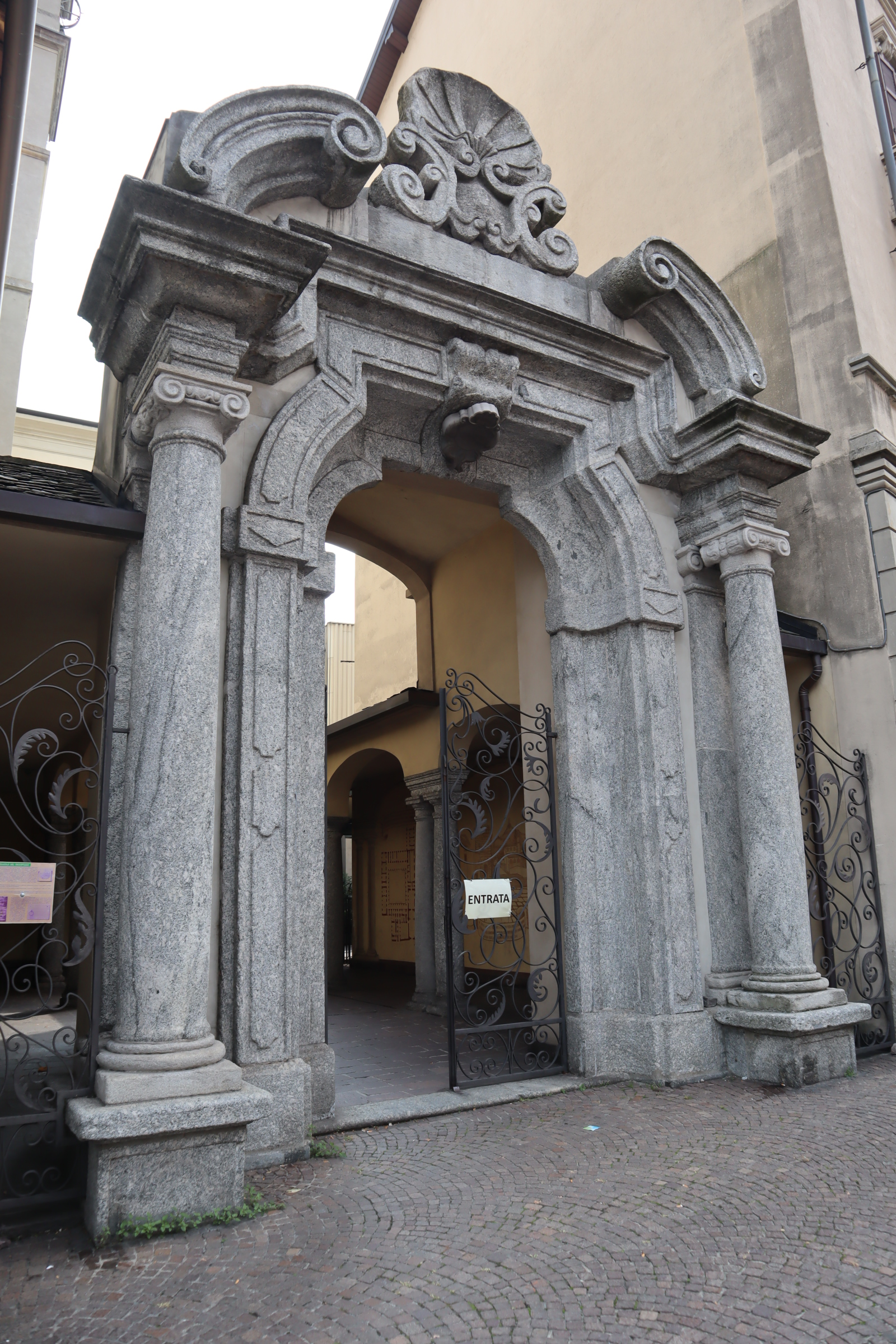
Il portale dell'ex-convento di Santa Chiara

L'originaria chiesa di san Bartolomeo si trovava più a nord rispetto all'edificio attuale, che venne rifatto più volte nel corso dei secoli.
L'elevazione della chiesa di San Bartolomeo al rango di parrocchiale avvenne soltanto alla fine del Settecento. Tra il 1779 e il 1786, la chiesa venne ristrutturata su progetto di Antonio Nolfi. Successivi interventi avvennero intorno al 1899, con la costruzione del transetto, del tiburio e dell'area absidale. 
Fino al terzo decennio del XX secolo, la facciata si presentava come una superficie liscia. L'attuale facciata, progettata da Giulio Valli a partire dal 1925, fu infatti costruita solo nel 1929, in concomitanza con il quattrocentesimo anniversario dall'evento legato alla rottura delle catene del ponte di San Bartolomeo. A cent'anni prima risale invece la realizzazione del campanile nelle sue forme odierne.
Nel corso del Novecento, a fianco della facciata fu collocato il portale granitico dell'ex-convento di Santa Chiara, monastero un tempo situato nella stessa via che passa davanti alla chiesa di San Bartolomeo. Originariamente dedicato a Santa Maria e San Pietro in Brolio, il convento - che oggi ospita una scuola superiore - nacque nel XIII secolo come un monastero di clarisse. Cinto da una muraglia e radicalmente ristrutturato nel XVI secolo, il convento di Santa Chiara fu soppresso nel 1782, durante le secolarizzazioni giuseppinistiche di fine Settecento. Dall'ex-convento provengono anche le colonne del piccolo chiostro realizzato alle spalle del portale in granito.

## Descrizione

### Esterni
Il lato destro della conserva una targa e un anello commemorativi del presunto miracolo del 1529.

### Interni
Tra le opere pittoriche che ornano le pareti della chiesa spiccano l'imponente Cristo Pantocratore (XX secolo) del catino absidale e Il discorso della montagna che sovrasta una delle arcate dell'presbiterio.
L'altare maggiore è dominato da un taberacolo marmoreo eseguito dalla bottega della famiglia di Tommaso Rodari.
Sul lato destro trova posto un Martirio di San Sebartiano, dipinto proveniente dalla vecchia chiesa di San Sebastiano e presumibilmente realizzato da Domenico Carpinoni. A Giulio Cesare Procaccini è invece attribuito il dipinto dell'Assunta che si trova nella parete di destra, opera traslata dalla demolita chiesa di Santa Chiara. Jacopo Palma il Giovane sarebbe invece l'autore del dipinto che raffigura il martirio del santo titolare della chiesa, già pala d'altare dell'originaria chiesa di San Bartolomeo.
Uno degli altari (precisamente localizzato nel braccio sinistro del transetto) ospita una reliquia di san Giovanni Battista Scalabrini che qui fu parroco dal 12 maggio 1870 fino al 13 dicembre 1875, quando Papa Pio IX lo nomina vescovo della diocesi di Piacenza.
Nei pressi dell'ingresso meridionale trova posto una pala raffigurante la Madonna in compagnia dei Santi Adalberto di Como, Gervasio e Protasio, opera attribuita ai pittori della famiglia Carpano (XVI-XVII secolo) e proveniente dalla chiesa di San Protaso. Questa chiesa, distrutta nel 1883, si trovava nell'attuale via Anzani, e costituiva il secondo tempio cristiano edificato nella città di Como. Sant'Adalberto è anche il soggetto dei dipinti disposti attorno a quest'ultima pala, in prossimità della quale trova posto anche una raffigurazione della Madonna con Bambino.
Di particolare interesse storico è anche l'antico organo, tuttavia non funzionante.
In una delle cappelle laterali trova inoltre posto un Crocefisso Cinquecentesco.